# 2005 în literatură
- 2004 în literatură — 2005 în literatură — 2006 în literatură

Anul 2005 în literatură a implicat o serie de evenimente și cărți noi semnificative.

## Cărți noi
- Tariq Ali - A Sultan in Palermo
- Rajaa Alsanea - Banat al-Riyadh
- Avi - Never Mind
- John Banville - The Sea
- Sebastian Barry - A Long Long Way
- Nelson Bond - Other Worlds Than Ours
- Dionne Brand, What We All Long For
- Orson Scott Card - Magic Street și Shadow of the Giant
- Rita Chowdhury - Deo Langkhui
- Wendy Coakley-Thompson - What You Won't Do For Love
- Eoin Colfer - Artemis Fowl: The Opal Deception
- Bernard Cornwell - The Pale Horseman
- Colin Cotterill - Thirty-Three Teeth
- Robert Crais - The Forgotten Man
- Michael Cunningham - Specimen Days
- Lindsey Davis - See Delphi and Die
- Abha Dawesar - Babyji
- L. Sprague de Camp - Years in the Making: the Time-Travel Stories of L. Sprague de Camp
- Troy Denning - The Joiner King, The Swarm War și The Unseen Queen
- Bret Easton Ellis - Lunar Park
- Alicia Erian - Towelhead
- Sebastian Faulks - Human Traces
- Amanda Filipacchi - Love Creeps
- Nicci French - Catch Me When I Fall
- Gayleen Froese - Touch
- David Gibbins - Atlantis (roman)
- Joanne Harris - Gentlemen & Players
- Carl Hiaasen - Flush
- Charlie Higson - SilverFin
- John Irving - Until I Find You
- Kazuo Ishiguro - Never Let Me Go
- Uzodinma Iweala - Beasts of No Nation
- Raymond Khoury - The Last Templar
- Stephen King - The Colorado Kid
- Dean Koontz - Velocity
- Stieg Larsson - The Girl with the Dragon Tattoo
- Marina Lewycka - A Short History of Tractors in Ukrainian
- James Luceno - Dark Lord: The Rise of Darth Vader și Labyrinth of Evil
- Stephenie Meyer - Twilight
- Ian McEwan - Saturday
- Gregory Maguire - Son of a Witch
- Gabriel Garcia Marquez - Memories of My Melancholy Whores
- David Michaels - Tom Clancy's Splinter Cell: Operation Barracuda
- Robert Muchamore - Maximum Security (roman) și The Killing (roman)
- Péter Nádas - Parallel Stories
- Chuck Palahniuk - Haunted
- Christopher Paolini - Eldest
- Robert B. Parker - School Days
- Ruth Rendell - End in Tears
- J. K. Rowling - Harry Potter and the Half-Blood Prince
- Salman Rushdie - Shalimar the Clown
- Darren Shan - Lord Loss (prima din seria The Demonata)
- Michael Slade - Swastika
- Lemony Snicket - The Penultimate Peril
- David Southwell - Secrets and Lies
- Olen Steinhauer - 36 Yalta Boulevard
- Matthew Stover - Star Wars Episode III: Revenge of the Sith
- Thomas Sullivan - Second Soul
- Jean-François Susbielle - La Morsure du dragon
- Rupert Thomson - Divided Kingdom
- Harry Turtledove, editor - The Enchanter Completed: A Tribute Anthology for L. Sprague de Camp
- Andrew Vachss - Two Trains Running
- Michal Viewegh - Lekce tvůrčího psaní
- David Weber - At All Costs
- Samantha Weinberg - The Moneypenny Diaries: Guardian Angel
- Garth Nix - Drowned Wednesday
- Kirby Wright - Punahou Blues
- Catherynne M. Valente - Yume No Hon: The Book of Dreams

## Premii
- Medalia Premiului NobelPremiul Nobel pentru Literatură: Harold Pinter